# Erhard Brunn

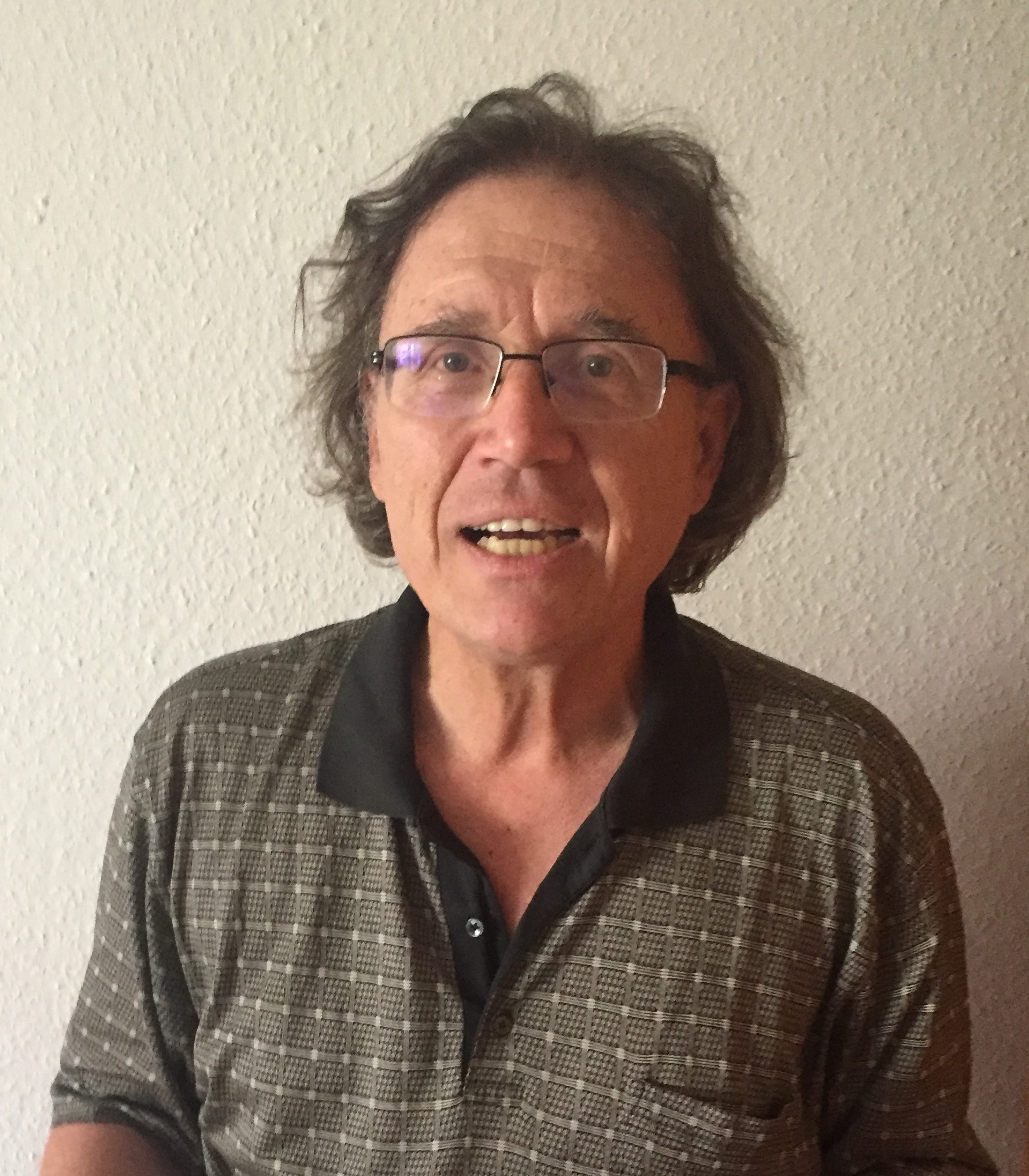
Erhard Brunn (2017)

Erhard Brunn (* 6. März 1956 in Schwerin) ist ein deutscher Historiker, Medienmacher und Berater für Interkulturelle Kooperationen. Er wurde bekannt durch seine Beiträge zur Verständigung zwischen den Kulturen und Religionen.

## Werdegang

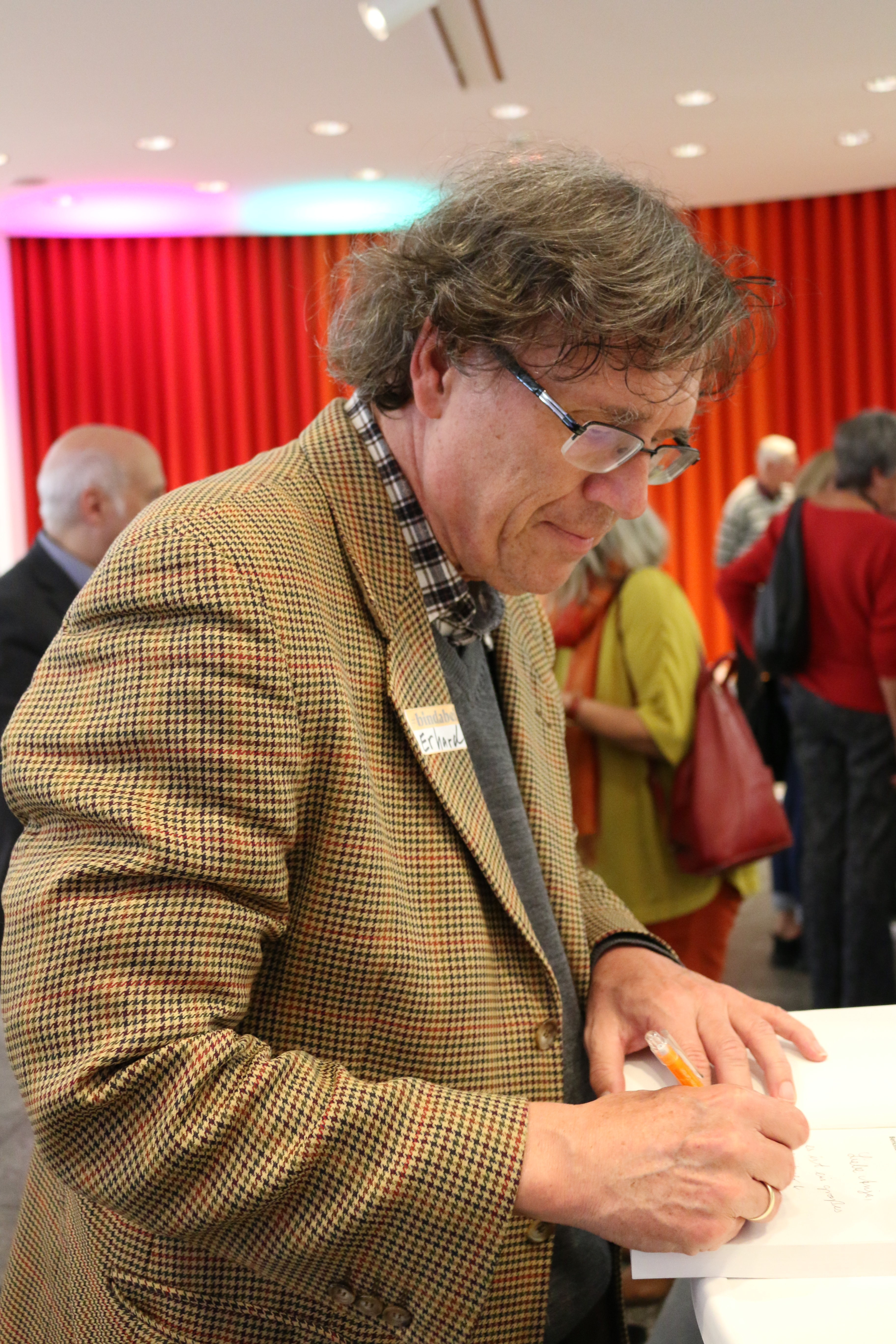
Erhard Brunn signiert im Museum für Angewandte Kunst (2017)

Erhard Brunns Familie kam aus Westpreußen, floh 1945 nach Westen, sammelte sich in Schwerin. Nach dem Tod des Vaters (1957) floh die restliche Familie über Berlin nach Hamburg, wo sie jeweils in Flüchtlingsunterkünften lebte. Brunn machte 1974 sein Abitur auf dem Aufbaugymnasium Daimlerstraße in Hamburg-Bahrenfeld.
Er engagierte sich in der Anti-AKW-Bewegung und bei der Gründung der Grünen. Nach dem Zivildienst im Krankenhaus Heidberg studierte Brunn Neue und Mittlere Geschichte in Hamburg, wo er 1988 das Studium mit einer Arbeit über „CIA-Aktivitäten in Zentral-Amerika und der Karibik im Spiegel der New York Times – Berichterstattung“ abschloss.
In den Folgejahren war er als freier Journalist tätig (gerade für kirchliche oder kirchennahe Medien). Ehrenamtlich war er vor allem im christlich-muslimischen Dialog seines Stadtteils Hamburg-Altona und im Redaktionskollektiv der Entwicklungspolitischen Korrespondenz (EPK) aktiv. 1994 zog er nach Frankfurt um.
Zwischen 1996 und dem Jahr 2000 arbeitete er im Informationsbereich für den Deutschen Entwicklungsdienst (DED) in Uganda, 2003–2005 im Niger. Dazwischen war er mit einem DED-Inlandsvertrag bei der auf Weltklimafragen spezialisierten NGO Germanwatch tätig. 2007 kehrte er (wieder für den DED) nach Uganda zurück, um die Arbeit der vor der Schließung stehenden Siedlungen des ARP („Arua Refugee Programme“) zu dokumentieren. Es handelt sich dabei um ein großes Ansiedlungsprojekt der UN-Flüchtlingsorganisation UNHCR für Süd-Sudanesen in Nord-Uganda. Brunn hatte in der Zeit für den Deutschen Entwicklungsdienst in Uganda, mit dem Journal „Together“ auch ein privates Projekt im christlich-muslimischen Dialog gegründet, das – u. a. mit seiner finanziellen und redaktionellen Unterstützung bis ins Jahr 2015 erschien.
Zwischen 1999 und 2003 gelang es ihm, eine Debatte über Möglichkeiten der interreligiösen Zusammenarbeit in der Entwicklungszusammenarbeit zu entfachen. Später war er hilfreich, Kooperationen im Sozialbereich zwischen christlichen und muslimischen Organisationen zu erreichen. Umweltschutz interreligiös und FairTrade-Interreligiös waren weitere Stationen.
Im Interkulturellen Mediendialog hatte er zwischen 1997 und 2000 den Schwerpunkt ostafrikanisch-deutscher Mediendialog, ab 2007 bis heute deutsch-türkischen Mediendialog mit zusehender Berücksichtigung arabischer Medienmacher, die in den letzten Jahren nach Deutschland kamen, bzw. sie unterstützende Medien, sowie neue deutsch-arabische Medien. Erhard Brunn ist seit 2007 Koordinator des „Runden Tisch deutscher und türkischer Journalisten Rhein-Main“, seit 2015 „Runder Tisch Interkultureller Mediendialog Rhein-Main“.

## Kritik
Umstritten war Brunns Mitarbeit in den Jahren 2001 und 2002 in der Europa-Zentrale der Islamische Gemeinschaft Millî Görüş (IGMG), aus deren türkischem Ableger auch der heutige türkische Staatschef Recep Tayyip Erdoğan entstammt, wie auch bis um 2011 sein Lob für die Reformpolitik dieses Politikers, so durch Rupert Neudeck am 12. Februar 2007 in die Süddeutsche Zeitung.

## Sachbücher
- Christentum und Islam – ein neuer Dialog des Handelns. Brandes und Apsel, Frankfurt 2006, ISBN 978-3-86099-854-0 (Rezension: Erhard Brunn: Christentum und Islam – ein neuer Dialog des Handelns, abgerufen am 27. Juli 2017)
- Über alle Grenzen hinweg – Flucht und Hilfe. Dehm Verlag, Limburg 2017, ISBN 978-3-943302-39-4 (Rezension: Erhard Brunn: Über alle Grenzen hinweg – Flucht und Hilfe)

## Studien
- Erhard Brunn: Arua Refugee Programme: Eine Erfolgsgeschichte für und von Flüchtlingen. DED, Bonn 2008
- Ingelore Haepp u. a. (Hg.), Erhard Brunn (u.a): DR-Kongo: Der Krieg, die Frauen und unsere Handys. Missio, Aachen Juni 2015 (Menschenrechtsstudie 59)